# Wim Drop
Willem (Wim) Drop (Vlaardingen, 6 juni 1929 − Amersfoort, 21 juli 2018) was neerlandicus en hoogleraar in de Nederlandse taalbeheersing aan de Universiteit Utrecht. Hij wordt beschouwd als een van de grondleggers van het vak taalbeheersing in Nederland.
Drop was de zoon van inspecteur Adrianus Drop (†1955) en Neeltje Storm (†1987). Hij trouwde met Netty Paul met wie hij een zoon en een dochter kreeg. Na het behalen van zijn gymnasiumdiploma (zowel alpha als bèta) studeerde hij piano aan het conservatorium te Utrecht. Vervolgens studeerde hij Nederlands, geschiedenis en muziekwetenschap te Utrecht en Amsterdam.
In 1958 promoveerde Drop aan de Universiteit Utrecht op een proefschrift over de verschijningsvormen van de Nederlandse historische roman in de negentiende eeuw. In 1967 werd hij aangesteld als wetenschappelijk hoofdmedewerker Nederlandse taal- en letterkunde en later als docent in de Nederlandse taalbeheersing aan de Rijksuniversiteit te Utrecht. Samen met J.H.L. (Jan) de Vries schreef hij verschillende school- en studieboeken met de bedoeling de taalbeheersing op de middelbare scholen te verbeteren.
Per 1 september 1981 werd hij aangesteld als gewoon hoogleraar Nederlandse taalbeheersing aan de Universiteit Utrecht welk ambt hij aanvaardde met de inaugurele rede Beheerste verandering die hij hield op 27 april 1982. Zijn leeropdracht werd op 22 april 1988 gewijzigd in de linguïstiek, in het bijzonder de toegepaste tekstlinguïstiek, alsmede de Nederlandse taalbeheersing. Per 1 september 1990 ging hij met vervroegd emeritaat.

## Publicaties (selectie)
- 1958. Verbeelding en historie: Verschijningsvormen van de Nederlandse historische roman in de negentiende eeuw. Proefschrift Utrecht. Assen: Van Gorcum.
- 1964. De Boekanier. Hendrik Arnold Meijer Met inleiding en aantekeningen van dr. W. Drop. Zwolle: Tjeenk Willink.
- 1965. De renegaat. Adriaan van der Hoop jr.. Met inleiding en aantekeningen van dr. W. Drop. Zwolle: Tjeenk Willink.
- 1968. Het Boek achter de boeken: bijbelse motieven in de Nederlandse literatuur sinds '80. Met J.W. Steenbeek. Groningen: Wolters-Noordhoff
- 1970. Indringend lezen. Met J.W. Steenbeek. Groningen: Wolters-Noordhoff.
- 1972. Over overtuigen: een oriëntatie in de persuasieve communicatie. Met J. Kuitenbrouwer en P. Schellens. Groningen: Wolters-Noordhoff
- 1974. Taalbeheersing: handboek voor taalhantering. Met J.H.L. de Vries. Groningen: Tjeenk-Willink: Wolters-Noordhoff.
- 1976. Schrijven van probleemstellingen: cursus schrijven voor eerstejaars studenten Algemene Letteren
- 1983. Instrumentele tekstanalyse: ten dienste van samenvatten, opstellen van begripsvragen, tekstverbeteren. Groningen: Wolters/Noordhoff
- 1985. Leeslijnen. Met A.P.J. Vroege. Groningen: Wolters-Noordhoff